# Ulosa monticulosa
Ulosa monticulosa är en svampdjursart som först beskrevs av Addison Emery Verrill 1907.  Ulosa monticulosa ingår i släktet Ulosa och familjen Esperiopsidae.
Artens utbredningsområde är Bermuda. Inga underarter finns listade i Catalogue of Life.